# 周年海崖
周年海崖（英語：Anniversary Bluff），是南極洲的海崖，位於維多利亞地的希拉里海岸，處於生日海崖以西3公里，海拔高度約1,300米，現時由南極條約體系管理。